# Othresypna kosempona
Othresypna kosempona är en fjärilsart som beskrevs av Embrik Strand 1920. Othresypna kosempona ingår i släktet Othresypna och familjen nattflyn. Inga underarter finns listade i Catalogue of Life.